# 梅爾喬-德門科斯

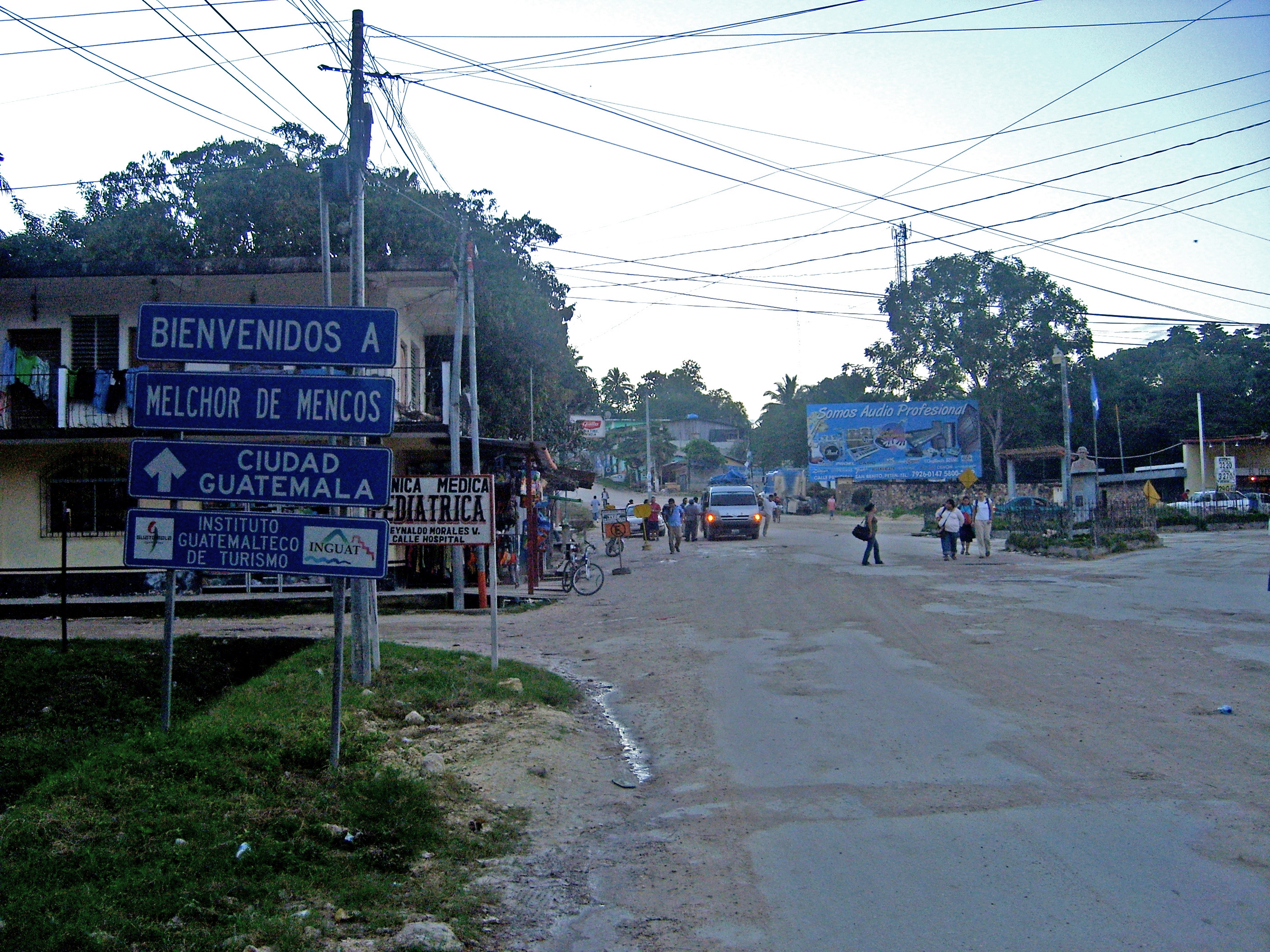

梅爾喬-德門科斯是危地馬拉的城鎮，由貝登省負責管轄，位於該國東北部，毗鄰伯利茲边境的本克别霍德尔卡门，始建於1962年，面積2,098平方公里，海拔高度136米，2002年人口18,872。是危地马拉通往伯利兹的唯一主要关口，有着两国边境唯一一条高速道路，该条高速直通伯利兹首都贝尔莫潘及伯利兹城。